# Танака, Ацуко (художница)
Ацуко Танака (10 февраля 1932 — 3 декабря 2005) — японский авангардный художник.

## Биография
Танака родилась 10 февраля 1932 году в Осака. В детстве она посещала несколько местных художественных школ, где в основном училась писать в фигуративном стиле. Среди школ, где она обучалась был Институт искусств при муниципальном художественном музее Осака (1950 г.) и Колледж искусств Киото (1951 г.). Там она познакомилась со многими творческими людьми, среди них был Акира Канаяма, который познакомил Ацуко с новыми творческими направлениями того времени — Гутай. В 1955 Танака вступает в Гутай группу, движение художников-авангардистов, но покидает её в 1965, когда выходит замуж за Акира Канаяма. В этом же году пара обосновывается в доме на территории храма Мъеходзи в Осака. Ацуко создала большинство своих работ в этом доме и в родительском, который был в нескольких минутах ходьбы от неё.
В 1972 году Танака с мужем переезжает в Нара. 3 декабря 2005 года она умирает от пневмонии в возрасте 74 лет.

## Деятельность в группе Гутай
Молодой художник Дзиро Йосихара, рисовавший маслом, под влиянием многих токийских абстракционистов, разработал новый вид художественной практики, который он объяснял, как «создание вещей, не существовавших до этого». В 1954 году Йосихара создает художественное объединение Гутай. В 1955 году Акира Канаяма знакомит Танака со своими коллегами из Гутай, вскоре молодая художница становится одним из его участников.
Гутайские художники известны тем, что совершали «события»; они буквально были тем, вокруг чего происходило основное действие. Это привело к появлению нового вида искусства, известного сегодня как перформанс. Художники группы Гутай не подчинялись общепринятым художественными правилам, они были сосредоточены на игривых и причудливых изобретениях.

## Работы
Самой известной работой Танака является Электрическое Платье, созданное в 1956 году, оно представляет собой паранджу, состоящую из электрических проводов и разноцветных лампочек. Танака сама носила платье на выставках. На создание платья художницу вдохновила реклама фармацевтической продукции, освещенной неоновыми огнями.
Громоздкая одежда выражает схемы тела и действует как костюм. Само платье освещается нерегулярно, создавая ощущение инопланетного существа, и, по словам Танака, «мигает, как фейверк». Художники Гутай символизирует творение Танака с быстрой трансформацией и урбанизацией послевоенной Японии. Когда художница надевала платье, были видны только ее лицо и руки.